# Église Saint-Maurice-des-Champs de Lille
Pour les articles homonymes, voir Église Saint-Maurice.
L’église Saint-Maurice-des-Champs est une église située rue du Faubourg-de-Roubaix, dans le quartier Saint-Maurice Pellevoisin à Lille.
Ce site est desservi par la station de métro Saint-Maurice Pellevoisin.

## Historique

### Les débuts
Afin de répondre à l'urbanisation croissante du quartier de Saint-Maurice Pellevoisin au nord-est de Lille, l'érection d'une nouvelle église fut décidée par la hiérarchie catholique locale. La réalisation en fut confiée au lillois Charles Leroy, architecte de la cathédrale-basilique Notre-Dame de la Treille. D'après ses plans, l’église fut édifiée entre 1853 et 1860. La première pierre est posée le 13 juin 1853. En 1859, le conseil municipal devient propriétaire de l'édifice après concertation; la même année, le faubourg de Saint-Maurice est intégré à Lille sous ordre de Napoléon III. Le 21 février 1860, l'église est officiellement ouverte au culte (bien qu'alors sans clocher); son premier curé étant l'abbé Firmin Malfait.
Sous la direction de Carlos Batteur, entre 1877 et 1879, elle fut dotée d'un transept oriental plus vaste, d'une nouvelle sacristie et d'un chœur plus profond. À la suite de l'ouragan du 30 octobre 1887, le clocher en construction s'écroula et les ouvriers durent tout recommencer quant à celui-ci sous l'œil de l'architecte Henri Boudin. Deux ans plus tard, le clocher fut achevé. Enfin, le 8 octobre 1900, l'église est consacrée.

### LeXXesiècle
L'église nécessita des restaurations partielles dont l'intérieur en 1924 et le clocher en 1958. La Confrérie du saint-sacrement aida aux processions qui rythmaient la vie paroissiale.

### L'époque récente
Le maître-verrier Luc-Benoît Brouard restaura l'intégralité des vitraux en 2006.
Le 6 septembre 2009, le père Michel Protain, Supérieur des spiritains de Lille, a été installé curé de la paroisse. Ce dernier, ordonné en 1998, est arrivé à Lille en 2008 après dix années de ministère au Pakistan.

## Architecture et mobilier

### Architecture
Ses vitraux ont été réalisés en 1878 par les ateliers Charles Lévêque de Beauvais. Deux des vitraux du transept gauche représentent Saint-Dominique en présence de la Vierge Marie. Dans le transept droit, il y a un vitrail illustrant la mort de Joseph, à Nazareth, en présence de Marie (son épouse), de Jésus-Christ (son fils) et d'un ange (Saint-Gabriel ou Saint-Michel). Jésus y réconforte Saint-Joseph qui ne va pas tarder à s'endormir d'une mort paisible.
Devant le « Dieu de Marcq », dans le sol, est gravé l'écusson triangulaire de la Sainte Trinité.
Son presbytère est situé, à proximité, au 119 rue Saint-Gabriel. La Maison des vicaires attenante (au 117 de la même rue), puisque très peu utilisée par la paroisse, a été intégrée dans la Maison de quartier en 2006.

### Mobilier
Elle est dotée d'un mobilier néo-gothique réalisé entre 1860 et 1881. Elle abrite également un christ en croix du XVIIe siècle, surnommé « Dieu de Marcq », et de nombreuses toiles.

## Galerie

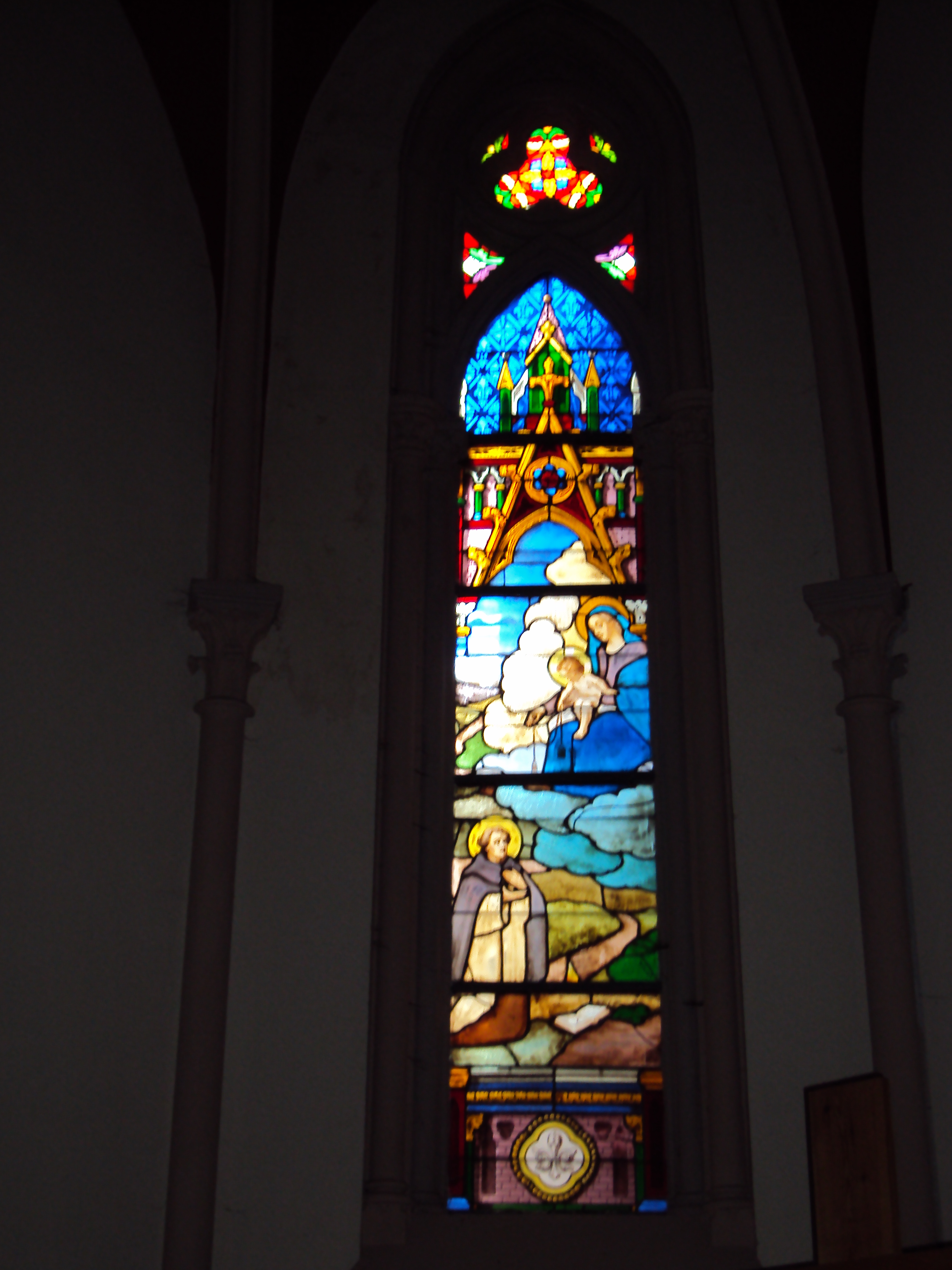
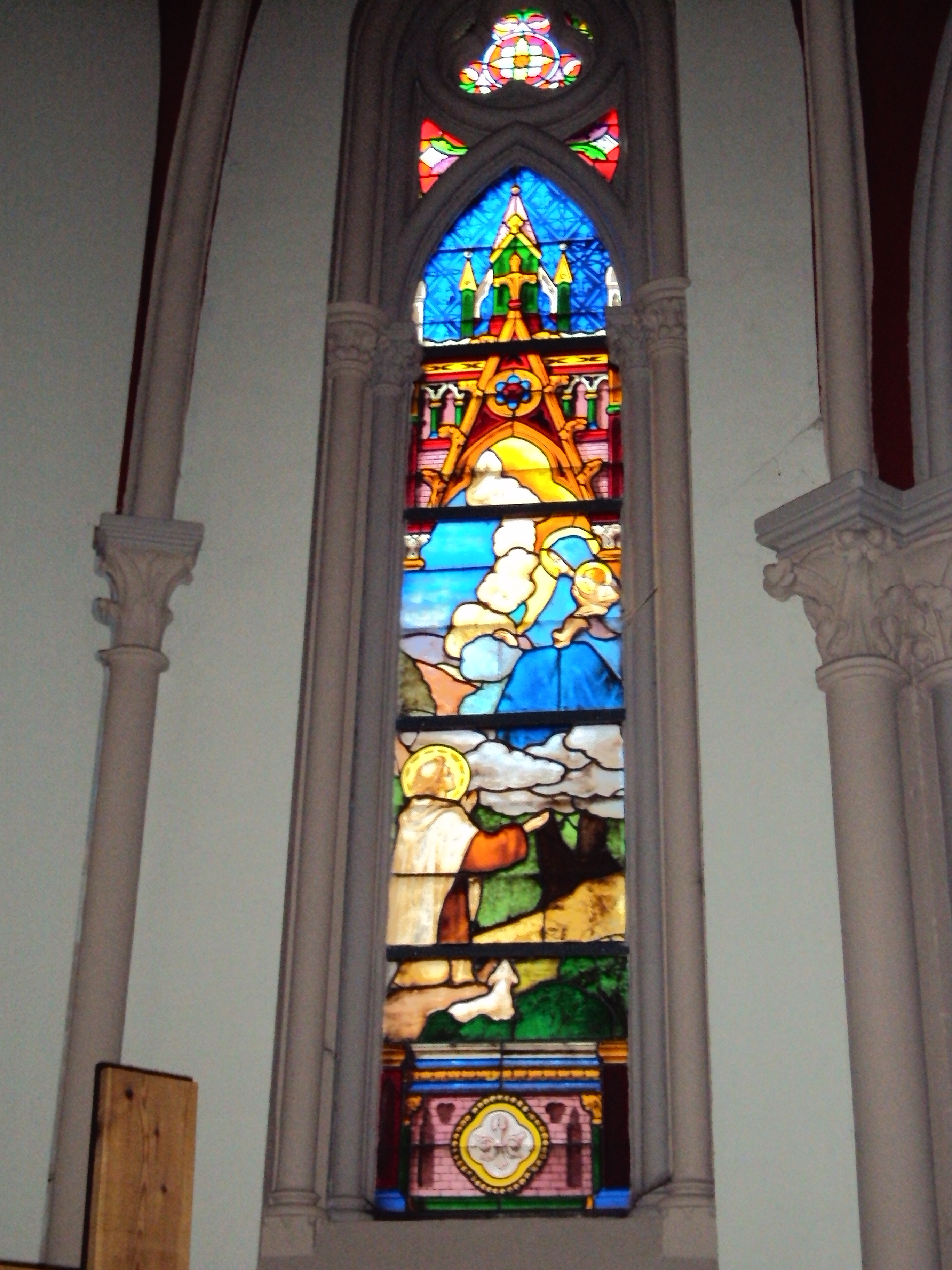
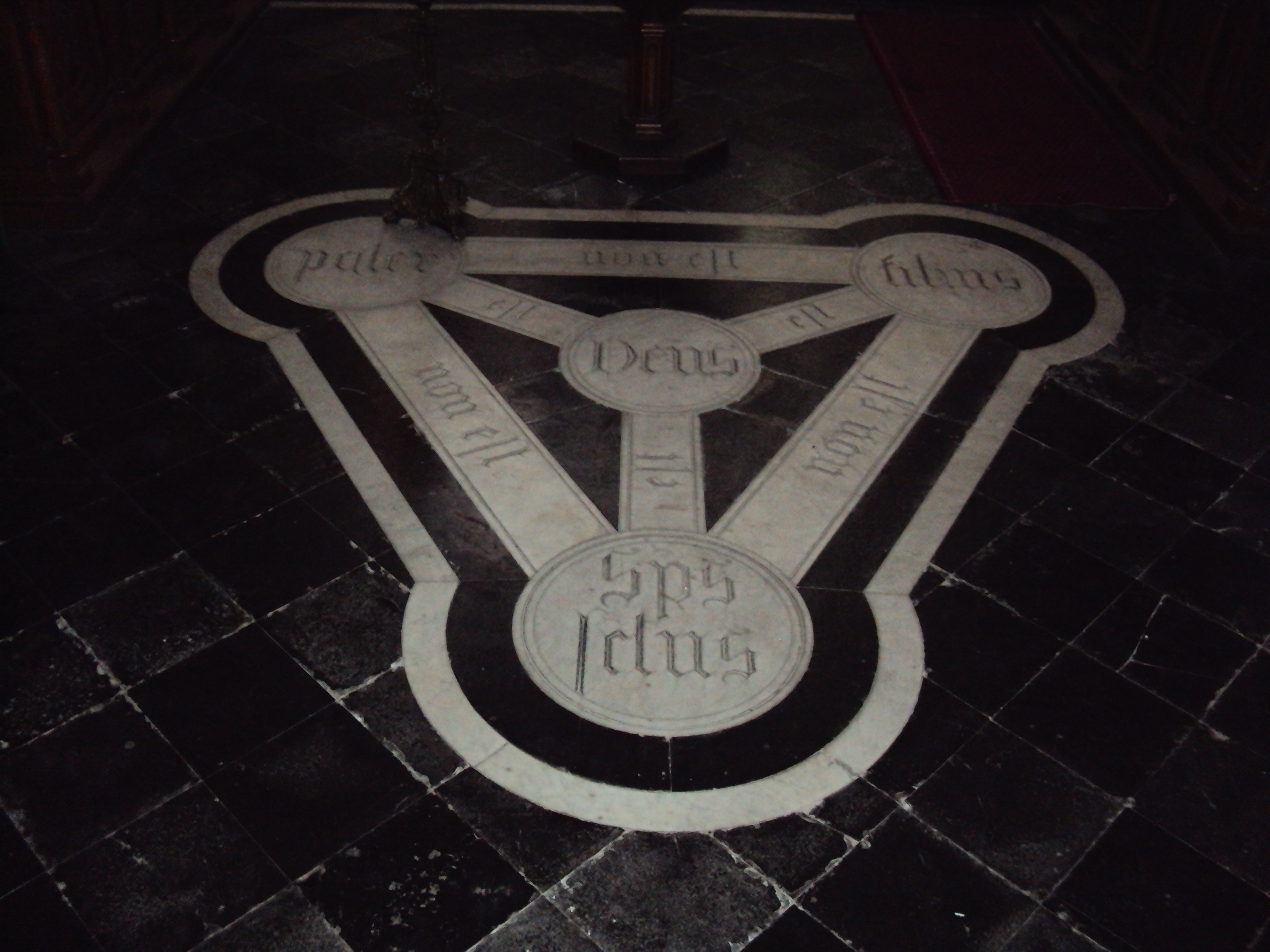
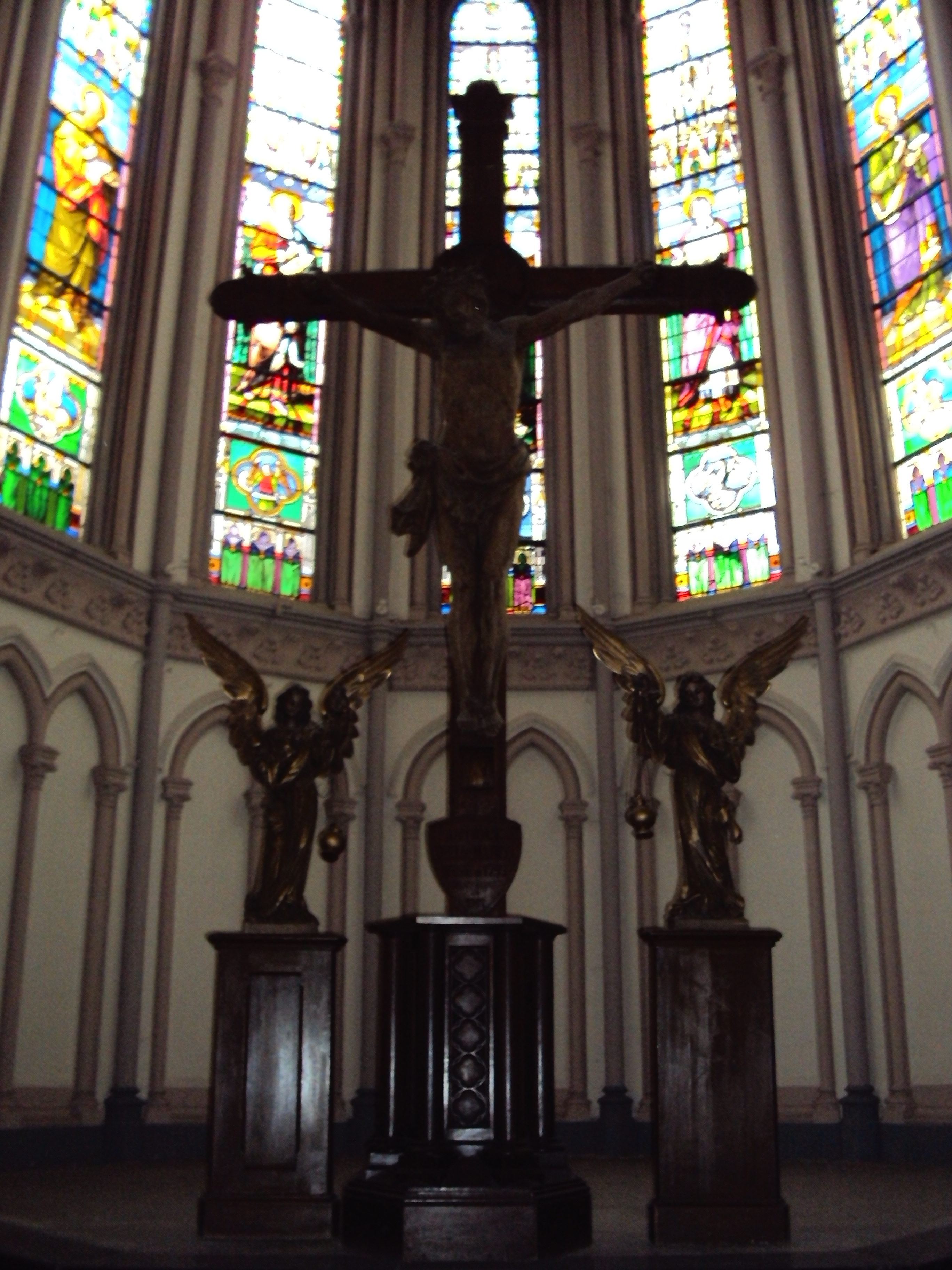
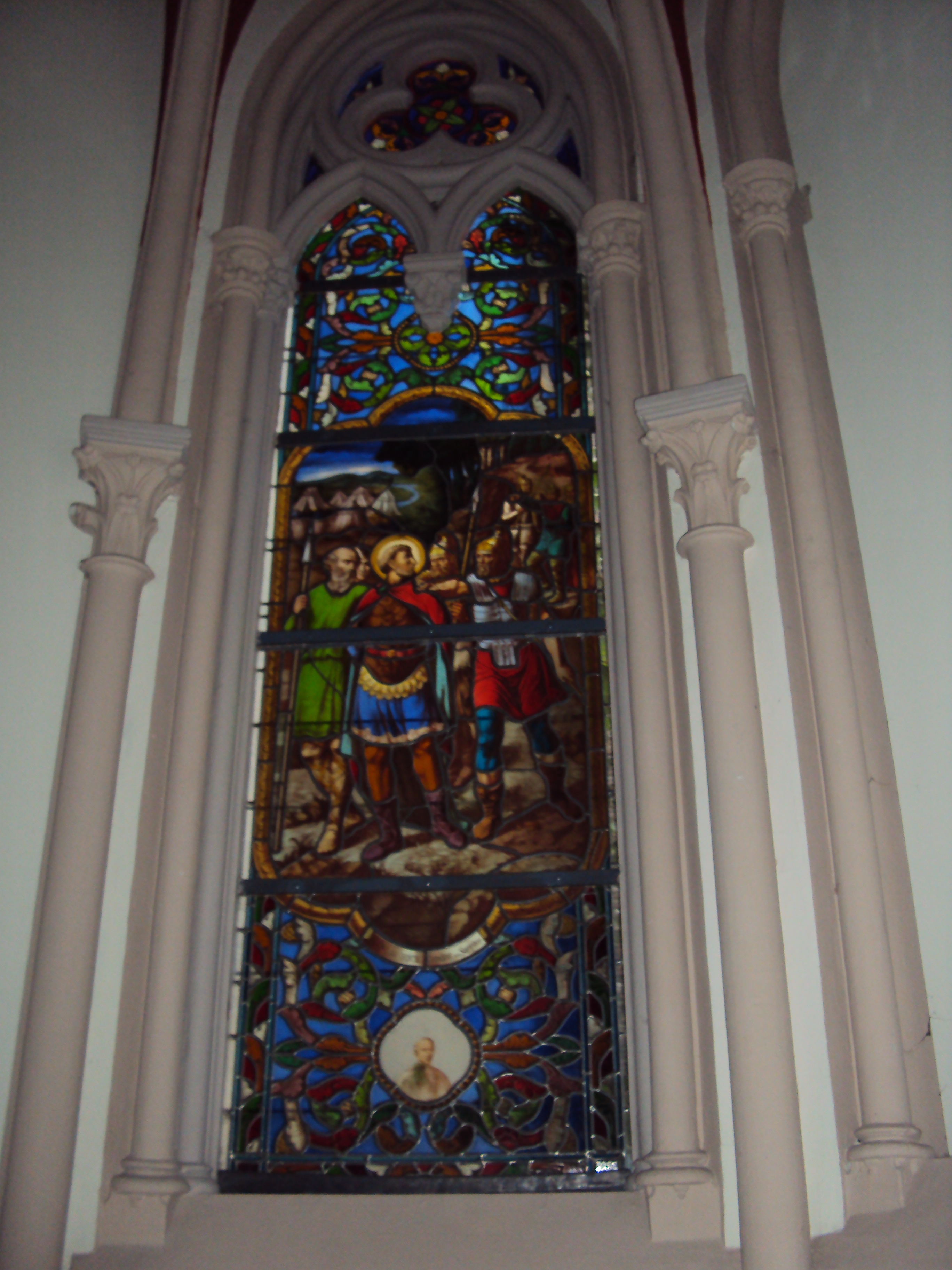
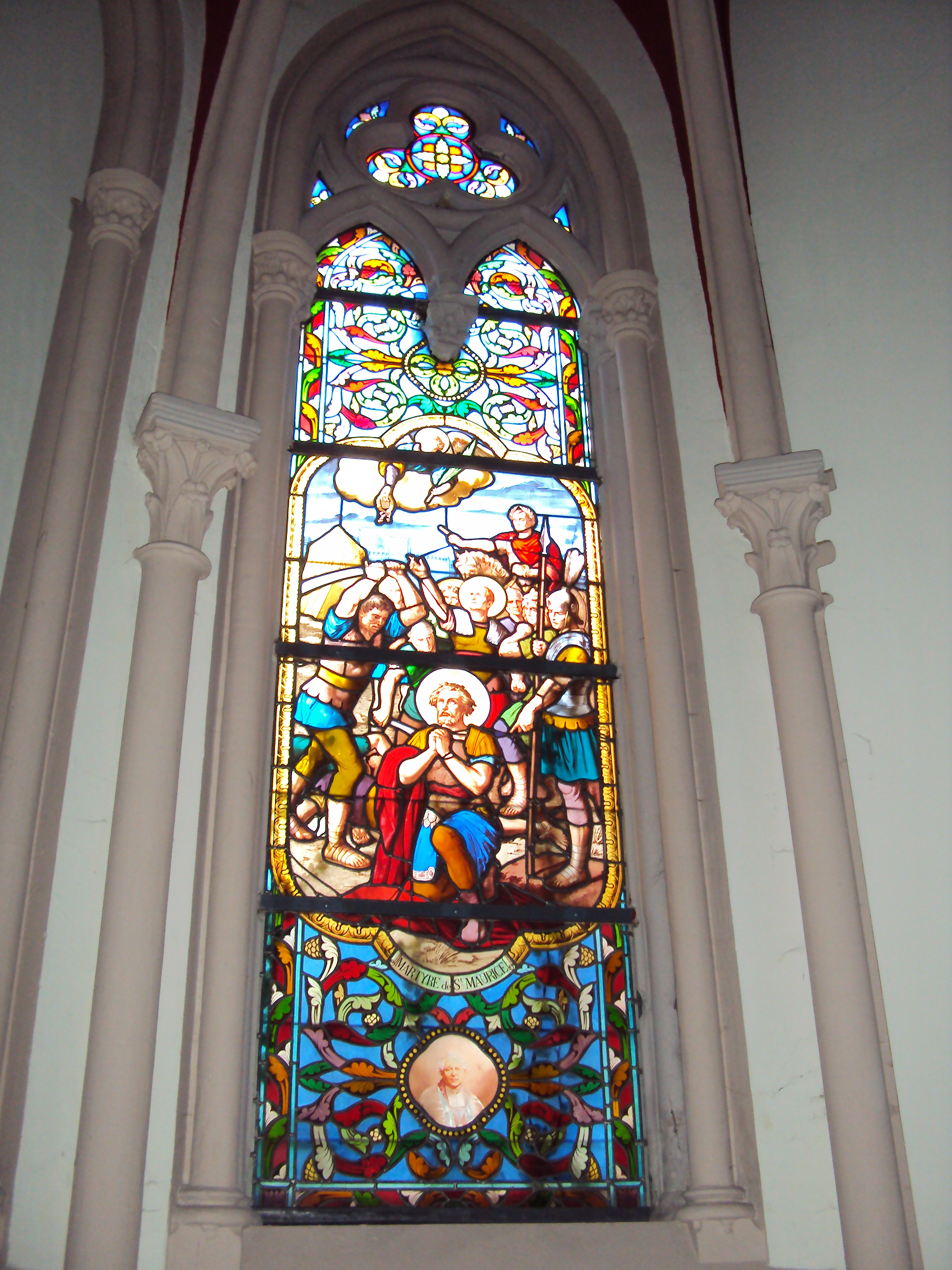
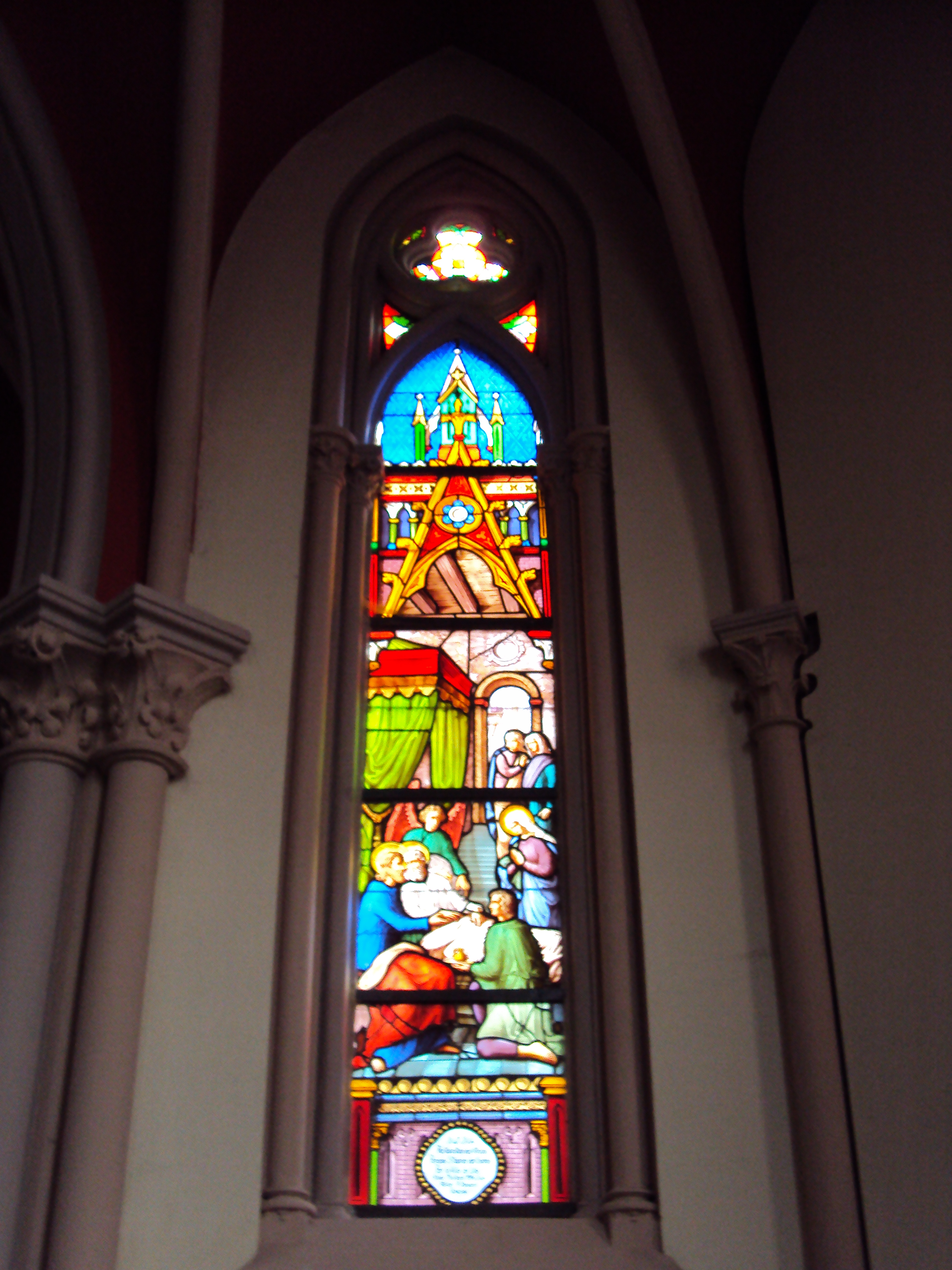
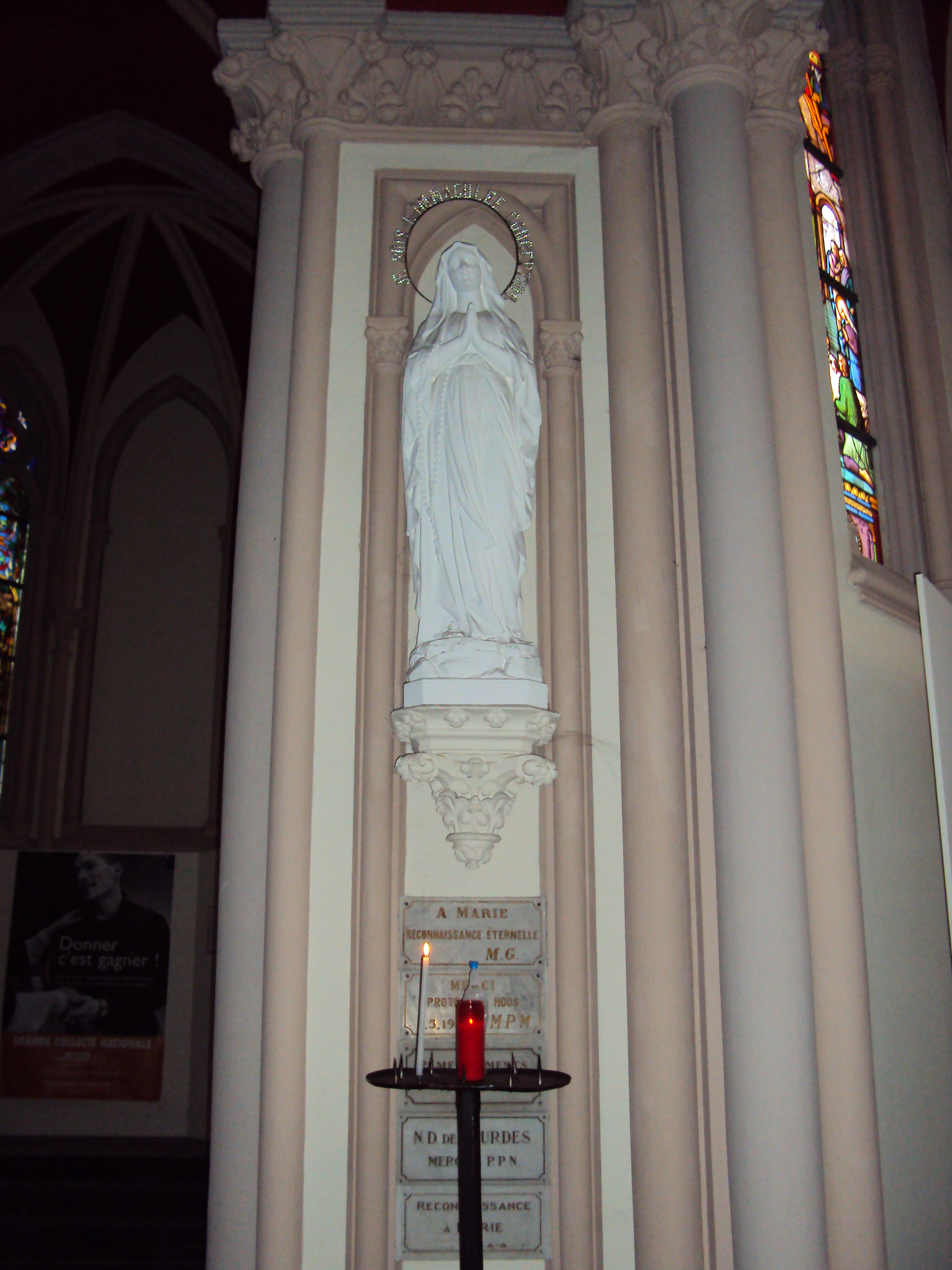

## Vie paroissiale

### Culte et temps de prière
- Messe tous les dimanches à 11h.
- Généralement fermée en semaine, l'église reste ouverte le mercredi après-midi et le vendredi après-midi, périodes pendant lesquelles les fidèles peuvent venir prier et placées sous l'égide de laïcs qui se relèvent régulièrement.

### Structures associées
- La communauté chrétienne entée à l'église Saint-Maurice-des-Champs dispose d'une équipe d'animation paroissiale (EAP) qui gère la chorale, la préparation au mariage, au baptême et le catéchisme.
- Un comité économique paroissial.
- Une commission immobilière paroissiale.